# 高塚愛宕地蔵尊

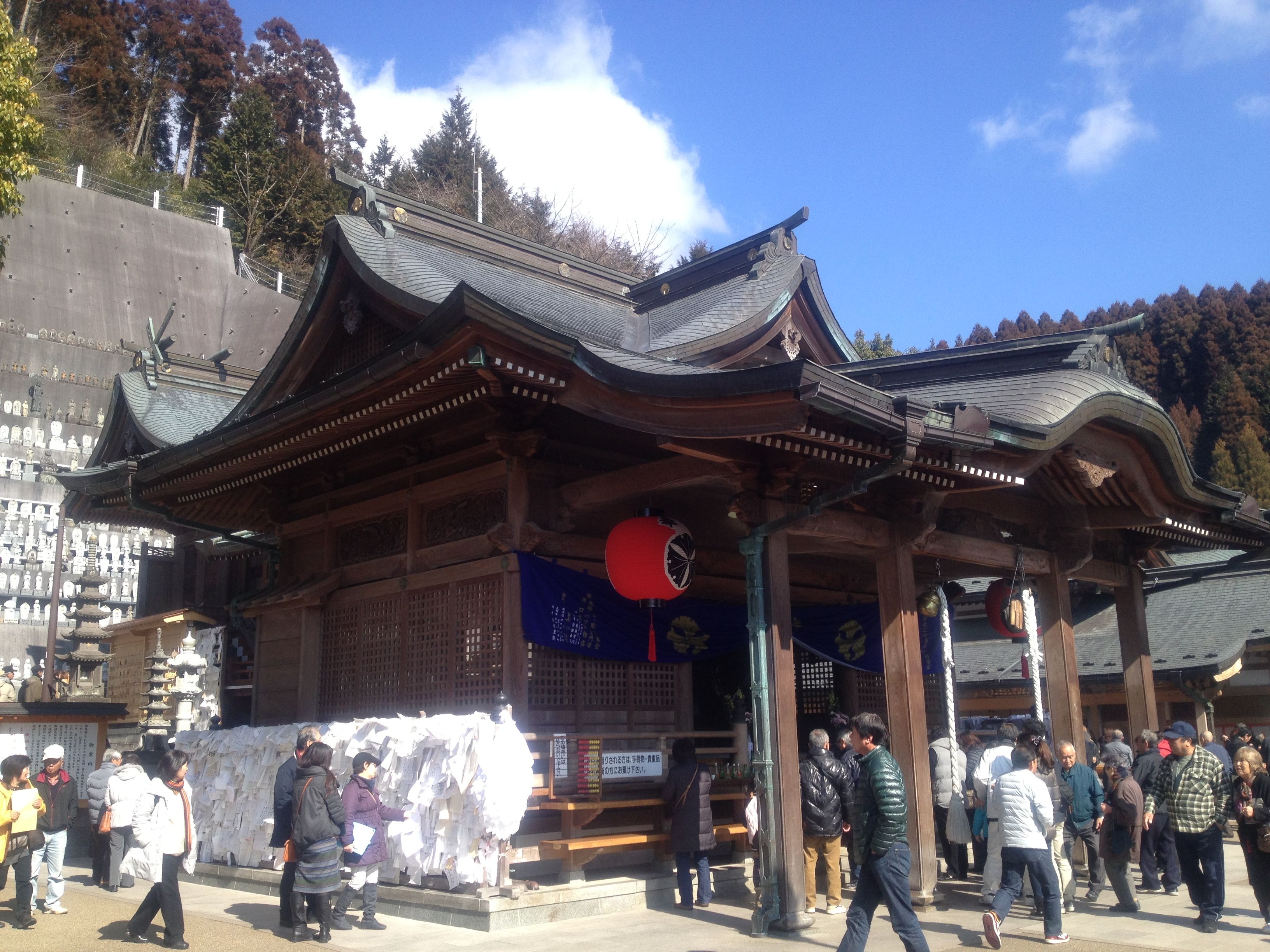
高塚愛宕地蔵尊の拝殿

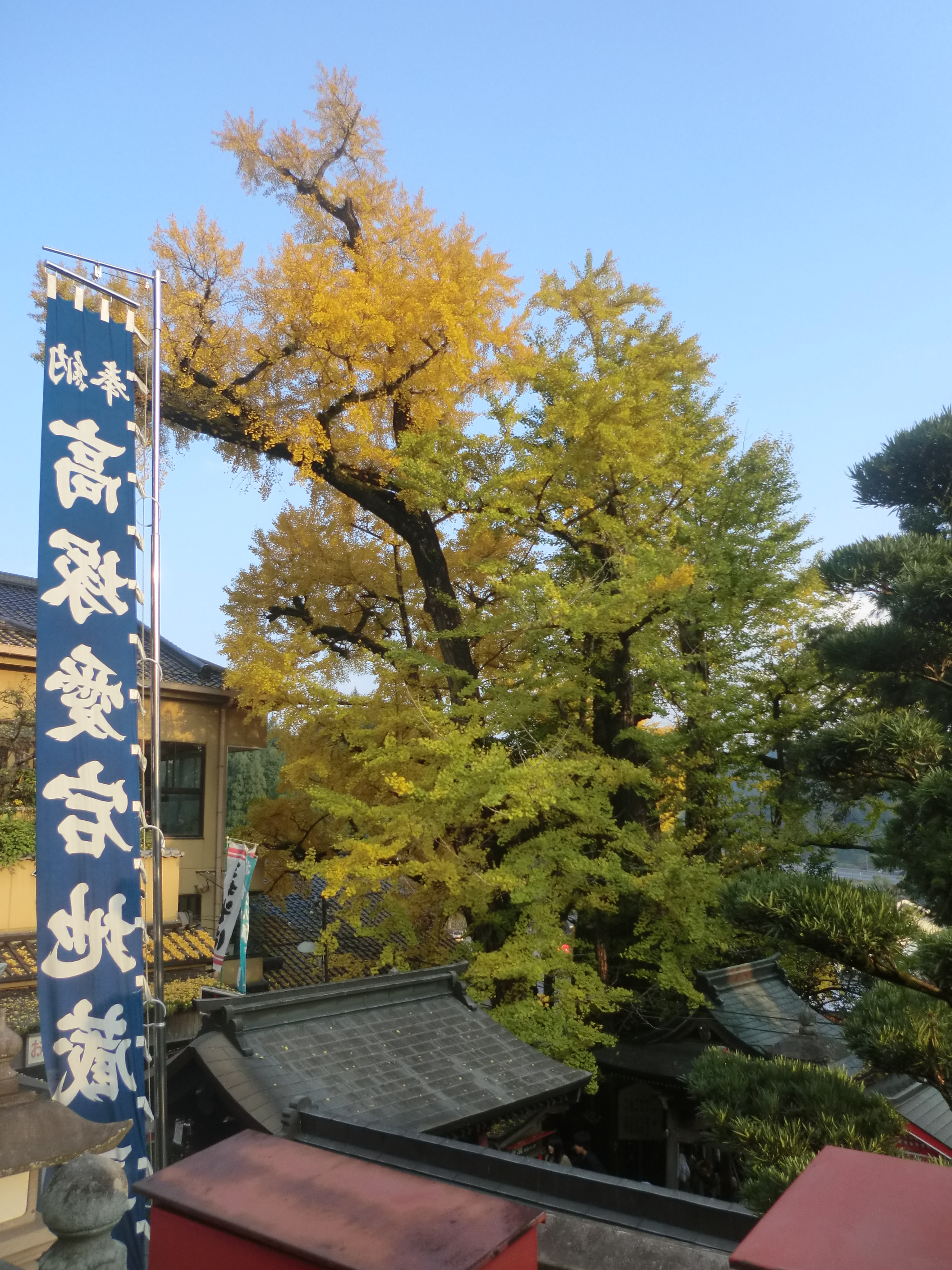
御神木の「乳銀杏」

高塚愛宕地蔵尊（たかつかあたごじぞうそん）は、大分県日田市天瀬町馬原（まばる）にある地蔵尊および宗教法人。

## 概要
神仏混淆（しんぶつこんこう）の信仰形態を残す珍しい地蔵尊として知られる。このため、地蔵菩薩を本尊としながら鳥居を持ち、鐘とともに鈴が下がり、境内には天照大神の摂社がある。地元では「高塚さん」の愛称で呼ばれる。もともとは、乳の出をよくする地蔵として知られていたが、次第に、病気平癒、学業成就、商売繁盛などの諸願成就に利益（りやく）があるとされ、多くの参拝客を集め、現在では、年間200万人を越す参拝客がある。境内には、谷亮子（田村亮子）が奉納した地蔵もある。

## 由来
伝承によれば、天平12年（740年）に行基が聖武天皇の命を受け、筑紫の国を巡った際にこの地に立ち寄り、地蔵菩薩の御利益を祈願したことに始まる。諸国を巡っていた行基は筑後国に下った帰路に求来里村杉原（現在の日田市求来里）に宿し、馬原村岩松ヶ峯（現在の日田市天瀬町馬原）の八幡宮に立ち寄ったのち高塚に立ち寄り地蔵菩薩を念じていると、ある夜、東南方に大きなイチョウの枝に金色の美しい光を見た。行基は、自らの祈りが地蔵菩薩に届いた印であろうと、なお一心に祈り続けた。夜が白みかけても玉の光は衰えることはなかった。従者がイチョウの木に上って調べ、三個の宝珠がを見付けたが、一個は乳房の形をした宝珠であった。
行基はさらに、国民の平和と幸福の印として、宝珠が形を変えて現れるよう祈願した。翌朝行基が木に登ると、乳房の形をしたものが残されていた。行基が「この霊物に祈れば一切の功徳が授かるであろう」といってそれを投げ上げると、それは霊妙な響きと共に天高く上って行ったという。
その後行基は一体の地蔵菩薩の木像を彫り、地元の人々に『まことの心をもって宝珠、地蔵菩薩に祈願するなら広く万物は産み栄え、一切のご利益を与えられよう』と説いたという。その後、天暦6年（952年）2月に地元の人々がイチョウの木のそばに小さな堂を建て、行基が彫った地蔵菩薩を祀ったのが高塚愛宕地蔵尊の始まりとされる。
イチョウの木は、乳のような突起がたくさんあるために「乳銀杏」と呼ばれるようになり、子宝を恵み、乳の出をよくする霊木として信仰を集めたという。この霊木は現在では樹齢千三百年を超す巨木に成長し、大分県の天然記念物に指定されている。

## 境内
- 拝殿
- 神殿
- 社務所
- 東屋
- 神楽殿
- 焼香堂
- 鐘堂
- 手水舎
- 霊水
- おかかえ地蔵 - 地蔵尊神殿の後ろにある。小型の地蔵をかかえて願いがかなうよう祈願することで、利益を頂くと伝わる[2]。
- 一念堂 - 1050年祭記念事業で2002年（平成14年）に作られた参拝トンネル。中央部に地蔵菩薩の化身と言われる「閻魔大王」と六地蔵を祀る。
- 奉納地蔵 - 信者の寄進による2000体を超える地蔵を安置する。谷亮子の寄進による地蔵も安置される。

（以上）

## 交通
- 鉄道・バス：日田バス「高塚」停留所。JR九州久大本線日田駅よりバス約30分、同豊後中川駅よりバスで約10分。
- 高速バス:ゆふいん号（福岡⇔湯布院）が天瀬高塚インターチェンジそばの天瀬高塚バスストップに停車する。降車してからは徒歩で10分ほど。
- 自動車：大分自動車道天瀬高塚インターチェンジより出てすぐ。